# Dicranomyia curvispinosa
Dicranomyia curvispinosa är en tvåvingeart som först beskrevs av Alexander 1979.  Dicranomyia curvispinosa ingår i släktet Dicranomyia och familjen småharkrankar.
Artens utbredningsområde är Ecuador. Inga underarter finns listade i Catalogue of Life.